# Villa Imperiali Becker
Villa Imperiali Becker, già villa San Germano, è un edificio seicentesco di Torino situato nella zona della collina. La villa è anche nota ai torinesi con i nomi di villa dell'Oracolo e villa delle Catacombe, ma i più la conoscono col semplice nome di villa Becker.

## Storia
Ludovico San Martino d'Agliè acquistò il terreno nel 1600 e fece costruire la villa che fu completata nel 1603. Egli morì in questa dimora nel 1646 e fu proprio in quell'anno che l'edificio divenne di proprietà del nipote Filippo d'Agliè, favorito della reggente Maria Cristina.
Una prima descrizione della Villa risale al 1791 e fu redatta da Giovanni Lorenzo Amedeo Grossi che nel suo famoso libro "Guida alle ville e alle vigne del territorio di Torino e dintorni" citava: "la villa e la vigna dei San Martino d'Aglié di Garessio [... ]. passato il rivo Paese s'entra in un grande stradone con dolce salita.  L'accesso risulta assiato rispetto al palazzo e sui lati sono collocate due terrazze, [...] una delle quali dà accesso alla cappella". 
Le prime trasformazioni avvennero già nel Settecento, ma fu nel secolo successivo che vennero effettuate le modifiche più importanti sia al corpo centrale dell'edificio che al giardino che subì una risistemazione di impianto più romantico. In seguito le modifiche furono numerose poiché l'edificio cambiò spesso di proprietà. Agli inizi dell'Ottocento la villa fu venduta a Casimiro Rivoira, poi ad Antonio Fornaca, nel 1846 al principe di Lucinge e nel 1887 la acquistarono i coniugi Isnardon.
Nel 1902 l'edificio divenne di proprietà di sir Walter Friederich Becker, diplomatico e importante uomo d'affari britannico. Innamorato dell'Italia, egli visse prima a Messina dove, da armatore e coproprietraio della "Pierce Becker & Ilardi" si occupava di trasporto merci tra Sicilia e New Orleans. 
Successivamente egli si trasferì a Genova e infine a Torino in qualità di Console Generale del Siam, pur effettuando sempre lunghi soggiorni a Firenze. Fu fra il 1903 e il 1911 che il famoso architetto Pietro Fenoglio lavorò alla villa.
Sir Becker ospitò nel 1919 David Herbert Lawrence che fu talmente impressionato dalla bellezza della villa da citarla in una sua lettera del 18 novembre di quell'anno a Lady Cynthia Asquith. Egli non ebbe parole altrettanto elogiose per il suo ospite che definì un "parvenu", ma curiosamente s'inspirò a lui e alla moglie per i personaggi di Sir Williams e Lady Franks protagonisti dei capitoli XII e XIII del suo romanzo "Aaron’s Rod" (La verga di Aronne), pubblicato nel 1922. Proprio in questi capitoli descrive la casa di Sir Williams come se stesse alludendo a villa Becker. 
Alla morte di Sir Becker nel 1927, la moglie Delphine sposò il marchese fiorentino Demetrio Imperiali di Francavilla, di trent'anni più giovane. Alla morte di Delphine, Demetrio, ereditò tutto il patrimonio dei Becker, compresa la villa. Il marchese si risposò altre due volte, l'ultima moglie fu Dorothy Kate Ramsden. Katie Boyle, figlia della coppia, diede una descrizione molto viva e romantica della villa nella sua biografia intitolata "What this Katie did", pubblicata a Londra nel 1980.
Nel febbraio del 2022 la villa è stata oggetto di tre incendi dolosi nel giro di pochi giorni, che hanno danneggiato il sottotetto e causato il crollo del soffitto di alcune stanze, spingendo la soprintendenza del Piemonte a esigere dalla proprietà interventi di messa in sicurezza dell'edificio e di contrasto alle intrusioni, non escludendo l'esproprio in caso di ulteriori inadempienze.

## La villa nella cinematografia
Nel 2007 il regista Dario Argento vi ha allestito il set per alcune scene del film La terza madre, ultimo capitolo della trilogia delle tre madri, ed è da quell'ambientazione che le viene attribuito il soprannome di villa delle Catacombe.